# Euctenizidae
Euctenizidae (лат.) — семейство мигаломорфных пауков (Mygalomorphae). Более 80 видов.

## Распространение
Встречаются в Северной Америке: США, Мексика.

## Описание
Строят ловчие норки. Имеют тело, внешне сходное с тарантулами. Отличаются следующими признаками, подтверждающими монофилию Euctenizidae: широкая и глубокая фовеальная борозда, асимметричные тарзальные скопулы самок, уникальное расположение шелковых патрубков на кончике задних боковых спиннерет, два уникальных типа шелковых веточек на задних срединных спиннерах, наличие гребней на метатарзусе IV, бедро IV с характерным пятном плотных шипов, бедро самца с отчётливым дорсальным рядом шипов, сперматека с базальным латеральным расширением (не многолопастная).

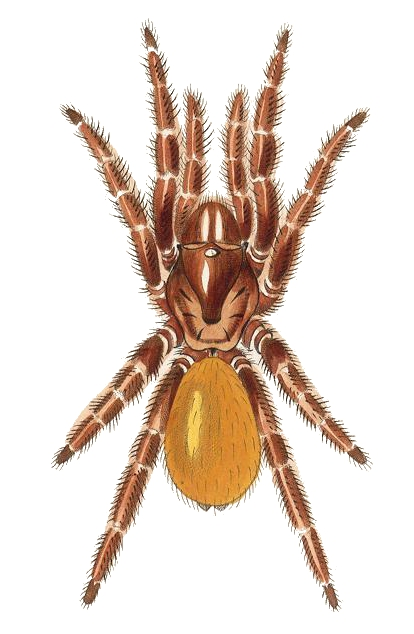
Entychides aurantiacus
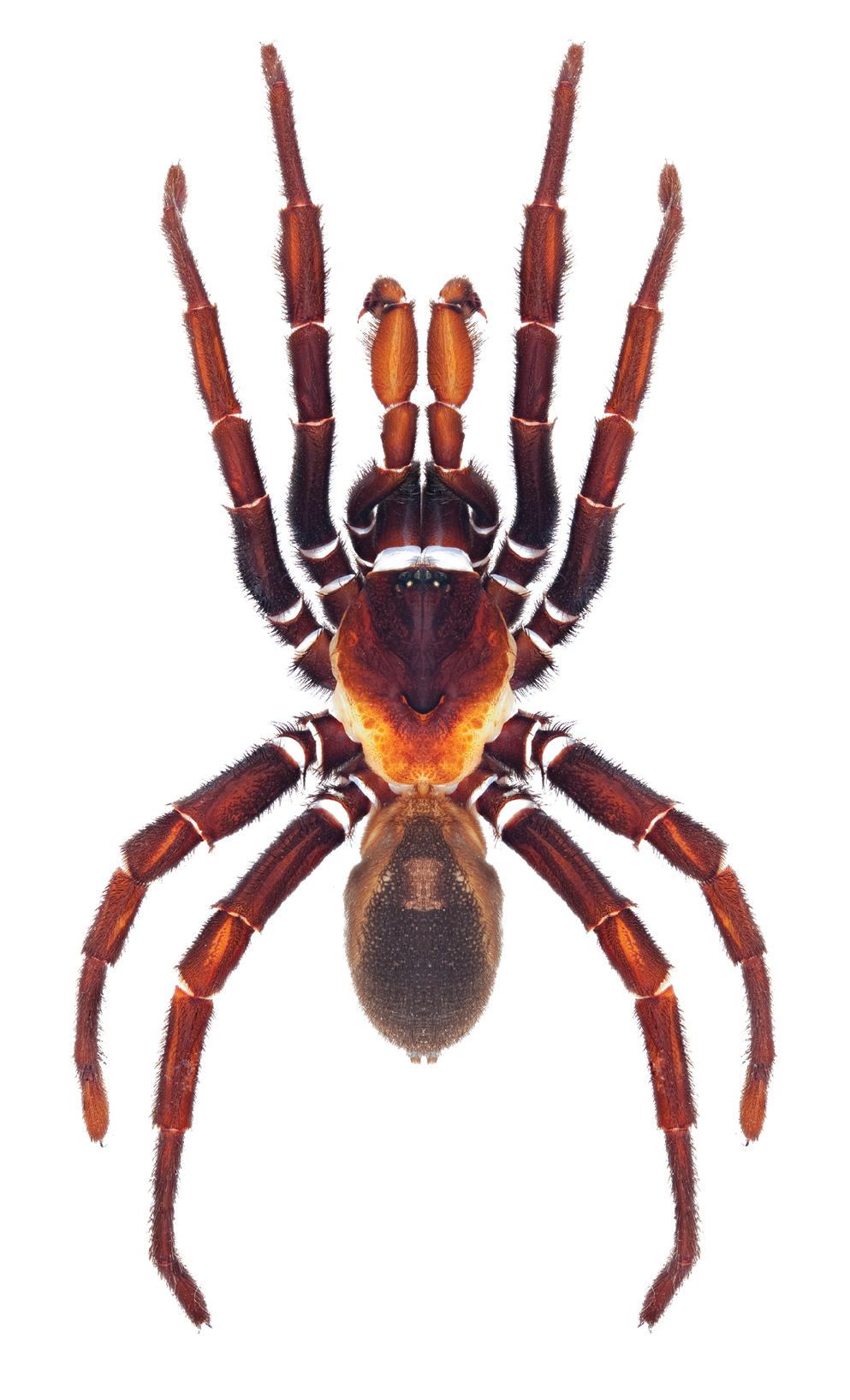
Eucteniza relata
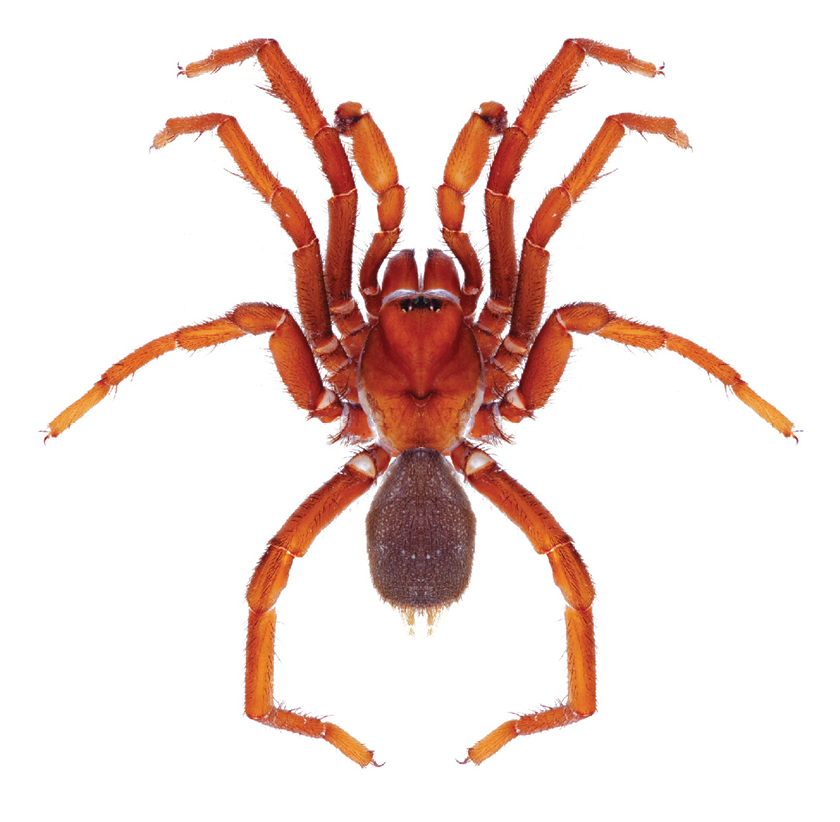
Eucteniza ronnewtoni

## Систематика
7 современных родов и более 80 видов. Ранее включали в состав семейства Cyrtaucheniidae. Несмотря на довольно слабую морфологическую поддержку, единая клада Euctenizidae поддерживается во всех морфологических, молекулярных и комбинированных анализах. Распространение группы ограничено Северной Америкой и включает неописанное таксономическое разнообразие (дополнительные виды и роды). Семейство состоит из двух подгрупп с сильной поддержкой, межродовые связи в нем относительно стабильны. Подгруппа Apomastinae включает Apomastus, Myrmekiaphila и Aptostichus; Euctenizinae включает все оставшиеся роды эвктенизид.
- Apomastus Bond & Opell, 2002 — США
- Aptostichus Simon, 1891 — США, Мексика
- Entychides Simon, 1888 — США, Мексика
- Eucteniza Ausserer, 1875 — Мексика, США
- Myrmekiaphila Atkinson, 1886 — США
- Neoapachella Bond & Opell, 2002 — США
- Promyrmekiaphila Schenkel, 1950 — США